# Palácio do Planalto
Palácio do Planalto je oficiálním pracovištěm brazilského prezidenta. Tato budova je umístěna v brazilském hlavním městě Brasília. Stavba byla navržena architektem Oscarem Niemeyerem a slavnostně otevřena dne 21. dubna 1960. Budovu jako své pracoviště využívali všichni brazilští prezidenti od Juscelino Kubitscheka. Nachází se na Praça dos Três Poderes, na východ od Brazilského národního kongresu a napříč od Nejvyššího spolkového soudu.